# Maria Gstöttner
Maria „Mary“ Gstöttner (* 8. Februar 1984 in St. Pölten) ist eine ehemalige österreichische Fußballspielerin. Sie ist die Rekord-Torschützin der ÖFB Frauen-Bundesliga. Für den USV Neulengbach erzielte sie 393 Tore in Österreichs höchster Spielklasse.

## Karriere

### Vereine
Die Stürmerin begann ihre Karriere im Alter von sechs Jahren beim SV Würmla und wechselte im Frühjahr 1998 in die Jugend des USV Neulengbach. Gstöttner spielte bereits mit 14 Jahren für den USV Neulengbach in der ÖFB-Frauenliga, erspielte sich noch 1998 einen Stammplatz und zählte zu den erfolgreichsten Torschützinnen der Liga. In den Folgejahren entwickelte sie sich dann zur mit Abstand treffsichersten Spielerin der Liga, wurde von 2001 bis 2005 durchgehend Torschützenkönigin in der Bundesliga. Acht Jahre später gelang ihr das Kunststück in der Saison 2012/13 erneut.
Im Jahr 2003 wurde sie erstmals Meister mit dem USV Neulengbach und hatte mit 28 Toren gewichtigen Anteil am Titel. Zwischen 2003 und 2012 gewann sie zehnmal in Folge mit Neulengbach das Double, sowie 2003 und 2004 den Supercup. In den Jahren 2013 und 2014 holte Neulengbach ebenfalls noch die Meisterschaft, danach übernahm der SKN St. Pölten die Vorherrschaft. Während viele der stärksten Spielerinnen von Neulengbach nach St. Pölten wechselten, blieb Gstöttner ihrem Verein immer treu. Am 5. November 2022 beendete sie nach 24 Jahren bei einem Heimspiel gegen den SKN ihre Karriere.
Gstöttner erzielte in ihrer Karriere 393 Tore in Österreichs höchster Spielklasse, ist damit die unangefochtene Rekord-Torschützin der österreichischen Frauen-Bundesliga. Mit zwölf Meistertiteln verzeichnet sie auch die meisten aller Spielerinnen. Gstöttner dürfte auch die Rekord-Spielerin bei der Anzahl der Bundesliga-Spiele sein. Diesbezüglich sind die Aufzeichnungen im österreichischen Frauenfußball aber äußerst lückenhaft und kaum rekonstruierbar. Gstöttner kam zumindest 300 Mal in der höchsten Spielklasse zum Einsatz.
In der Saison 2003/04 wurde sie mit elf Toren auch Torschützenkönigin in der Champions League (damals noch UEFA Women’s Cup). Insgesamt traf sie in der Champions League 26 Mal in 44 Spielen. Dazu kommen Hunderte Tore in Cup und zweiter Liga mit der 1b-Mannschaft der Neulengbacherinnen, für die Gstöttner im Herbst ihrer Karriere regelmäßig auflief. 
Gstöttner galt, auch aufgrund ihrer überdurchschnittlichen Größe, als besonders kopfballstark. Zu ihren Stärken zählten auch die Ausdauer und die Kaltschnäuzigkeit vor dem Tor. Privat gilt die Niederösterreicherin als bescheiden und bodenständig, arbeitete auch viel im Vereinsumfeld mit.
Beim Spiel zwischen Athletic Bilbao und Real Madrid am 4. Dezember 2024 wurde Gstöttner vor rund 50.000 Zuschauern als One-Club-Legend geehrt und mit dem One Club Woman Award des Jahres 2024 ausgezeichnet.

### Nationalmannschaft
Die ehemalige U-19-Landesauswahlspielerin absolvierte bislang 35 Länderspiele für die A-Nationalmannschaft und erzielte dabei fünf Tore.

## Erfolge
- Österreichischer Meister: 2003, 2004, 2005, 2006, 2007, 2008, 2009, 2010, 2011, 2012, 2013, 2014
- Österreichischer Cupsieger: 2003, 2004, 2005, 2006, 2007, 2008, 2009, 2010, 2011, 2012
- Österreichischer Supercupsieger (Frauen): 2003, 2004
- Torschützenkönigin: 2001 (33), 2002 (34), 2003 (28), 2004 (26), 2005 (22), 2013 (36)